# Station Kamień Mały
Station Bogdaniec is een spoorwegstation in de Poolse plaats Kamień Mały.